# Stoomgemaal

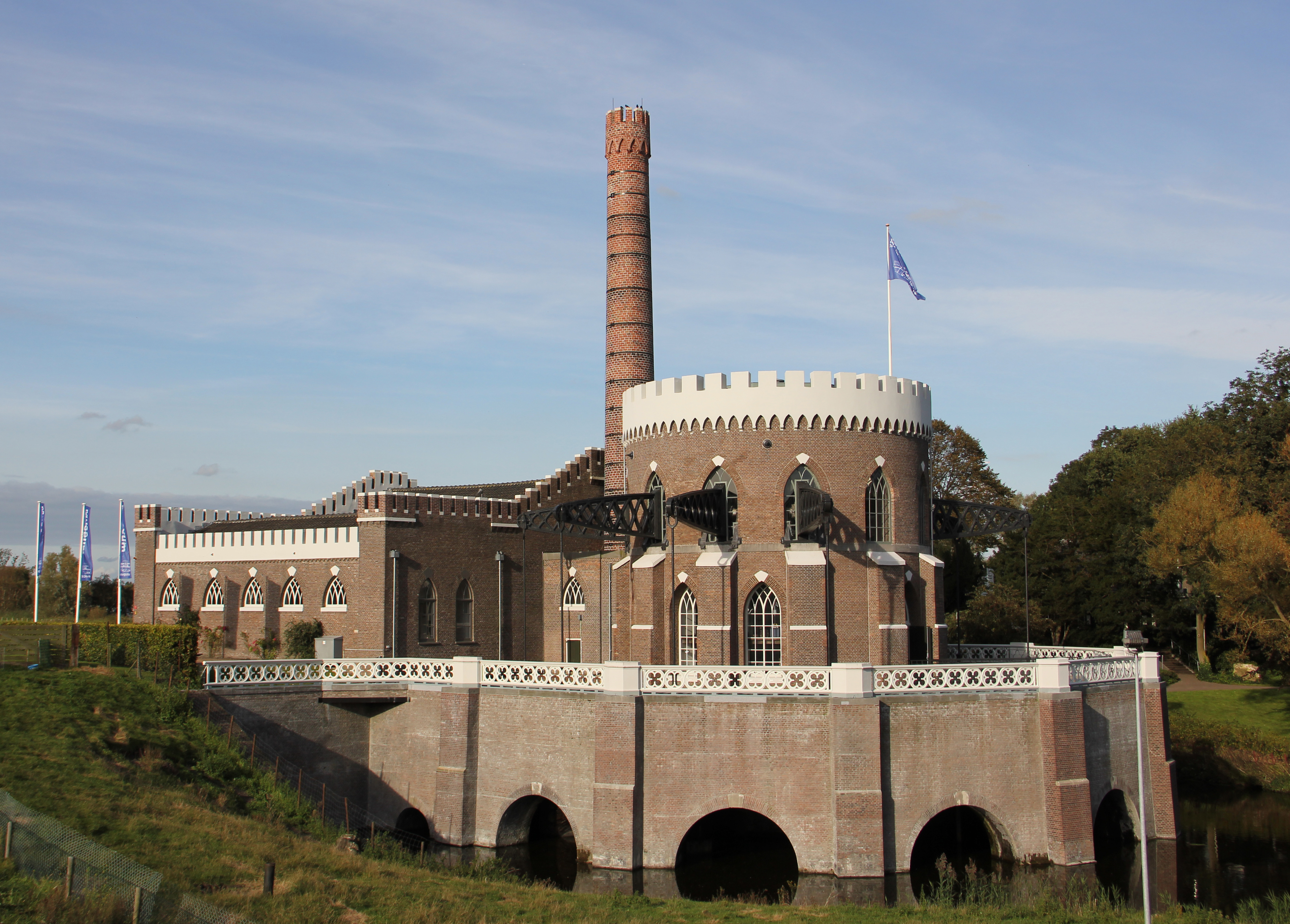
Stoomgemaal Cruquius (2011)

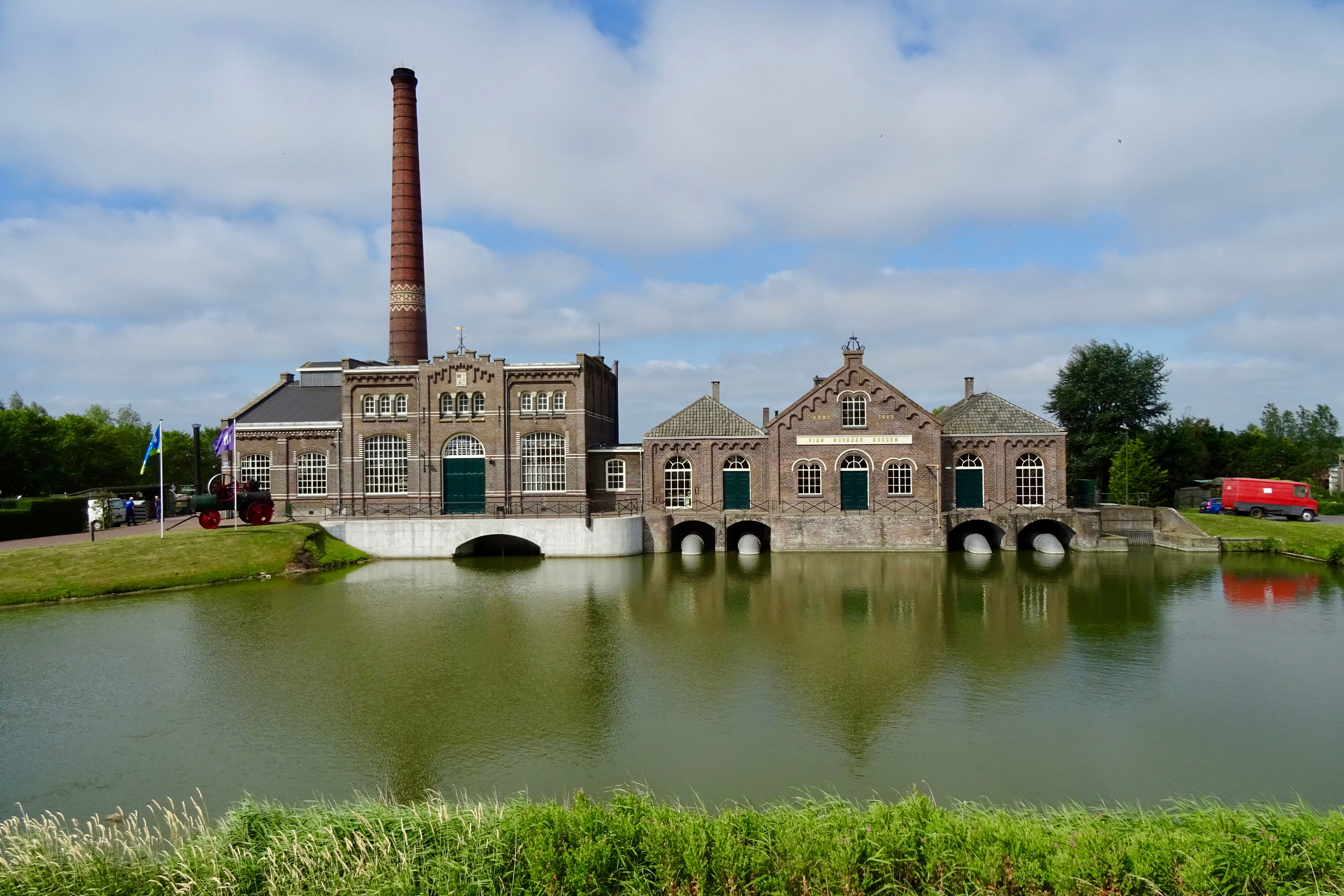
Stoomgemaal Vier Noorder Koggen in Medemblik, thans Nederlands Stoommachinemuseum (2018)

Een stoomgemaal is een gemaal dat door een stoommachine wordt aangedreven.
Stoomgemalen zijn in Nederland in gebruik vanaf het eind van de 18e eeuw. In 1776 werd de eerste atmosferische stoommachine ofwel 'vuurmachine' als gemaal in gebruik genomen. Deze machine van Engelse makelij (Newcomen-machine) was voorzien van balansen of hefbalken, waarmee de pompzuigers werden bewogen. Het gemaal stond in de oude kruidtoren bij de Oostpoort te Rotterdam, teneinde water uit de stadsgrachten in Schielands hoge boezem te pompen. Deze machine werd geen succes. Elf jaar later, in 1787, was de techniek verbeterd en werd in de Blijdorpse polder in Rotterdam een beter werkende stoompomp ingezet.
In 1794 kreeg de Mijdrechtse Droogmakerij een stoomgemaal. Het gemaal bij de Arkelsche Dam in Arkel (nabij Gorinchem) uit 1826 was uiteindelijk het eerste echt goed functionerende stoomgemaal.
De bloeitijd van stoomgemalen lag in de 19e eeuw. Ze vervingen vaak de molengangen met windmolens bij diep liggende polders. Zij maakten ook de aanpak van grotere projecten mogelijk die met windbemaling niet te verwezenlijken waren. Het Haarlemmermeer was te groot voor windbemaling en kon dankzij de komst van stoomgemalen worden drooggemaakt. De reusachtige stoomgemalen Leeghwater (1846), Cruquius en Lijnden (beide 1849) maalden tussen 1849 en 1852 het Haarlemmermeer leeg. Deze inpoldering maakte de bouw van de stoomgemalen Spaarndam (1846) en Halfweg (1852) noodzakelijk om voldoende maalcapaciteit voor het Hoogheemraadschap Rijnland te verkrijgen.
In de laatste decennia van de negentiende eeuw nam het aantal stoomgemalen gestaag toe tot circa 700. Het eerste dieselgemaal in de Niedorperpolder dateert uit 1904. De snelle elektrificatie van het platteland in de eerste decennia van de 20e eeuw maakte op veel plaatsen de directe overstap naar een elektrisch aangedreven gemaal mogelijk. Wel werden aanvankelijk nog enkele nieuwe stoomgemalen gebouwd. Zoals Gemaal Stroïnk te Vollenhove (1919). Het bekendste hiervan is het Ir. D.F. Woudagemaal (1920). In de 20e eeuw zijn veel stoomgemalen verbouwd tot dieselgemaal, elektrisch gemaal of gesloopt. Van de ooit 700 gemalen is nog circa 1% in bedrijf, meestal met een museale functie.

## Stoomgemalen in Nederland
De volgende stoomgemalen zijn nog als zodanig ingericht en kunnen, tenzij anders vermeld, nog onder stoom worden gebracht:
- Het stoomgemaal Cruquius (1849) was ooit het grootste stoomgemaal ter wereld, maar bezit geen stoomketels meer en is ingericht als museum. Sinds 2002 wordt de stoommachine van het gemaal door een hydraulisch systeem aangedreven, waardoor de acht zuigerpompen weer werken.
- Het stoomgemaal Halfweg (1852) is het oudste nog werkende stoomgemaal.
- Het stoomgemaal Mastenbroek (1856) aan de Kamperzeedijk bij Zwartewaterland
- Het stoomgemaal Vier Noorder Koggen (1869) bij Medemblik werkt nog steeds. Hier is het Nederlands Stoommachinemuseum gevestigd.
- Het stoomgemaal Hertog Reijnout (1883) bij Nijkerk
- Het stoomgemaal Putten (1886) bij Putten
- Het stoomgemaal Winschoten (1895) bij Winschoten
- Het stoomgemaal De Tuut (1918) bij Appeltern
- Het Ir. D.F. Woudagemaal nabij Lemmer (1920) is met een debiet van 4 miljoen liter water per minuut het grootste nog werkende stoomgemaal ter wereld en staat op de Werelderfgoedlijst van de Unesco.

## Fotogalerij

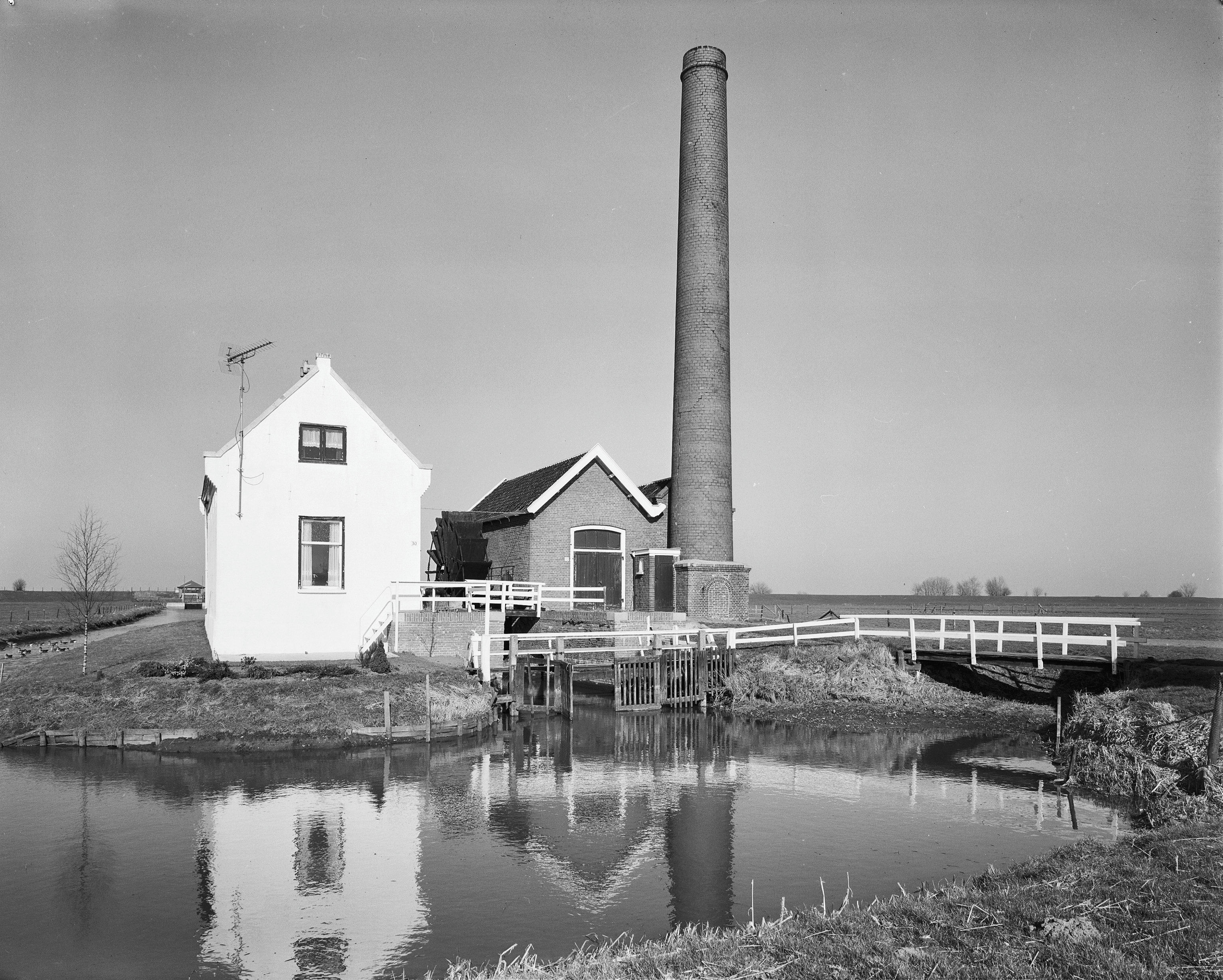
Stoomgemaal Putten (1975)
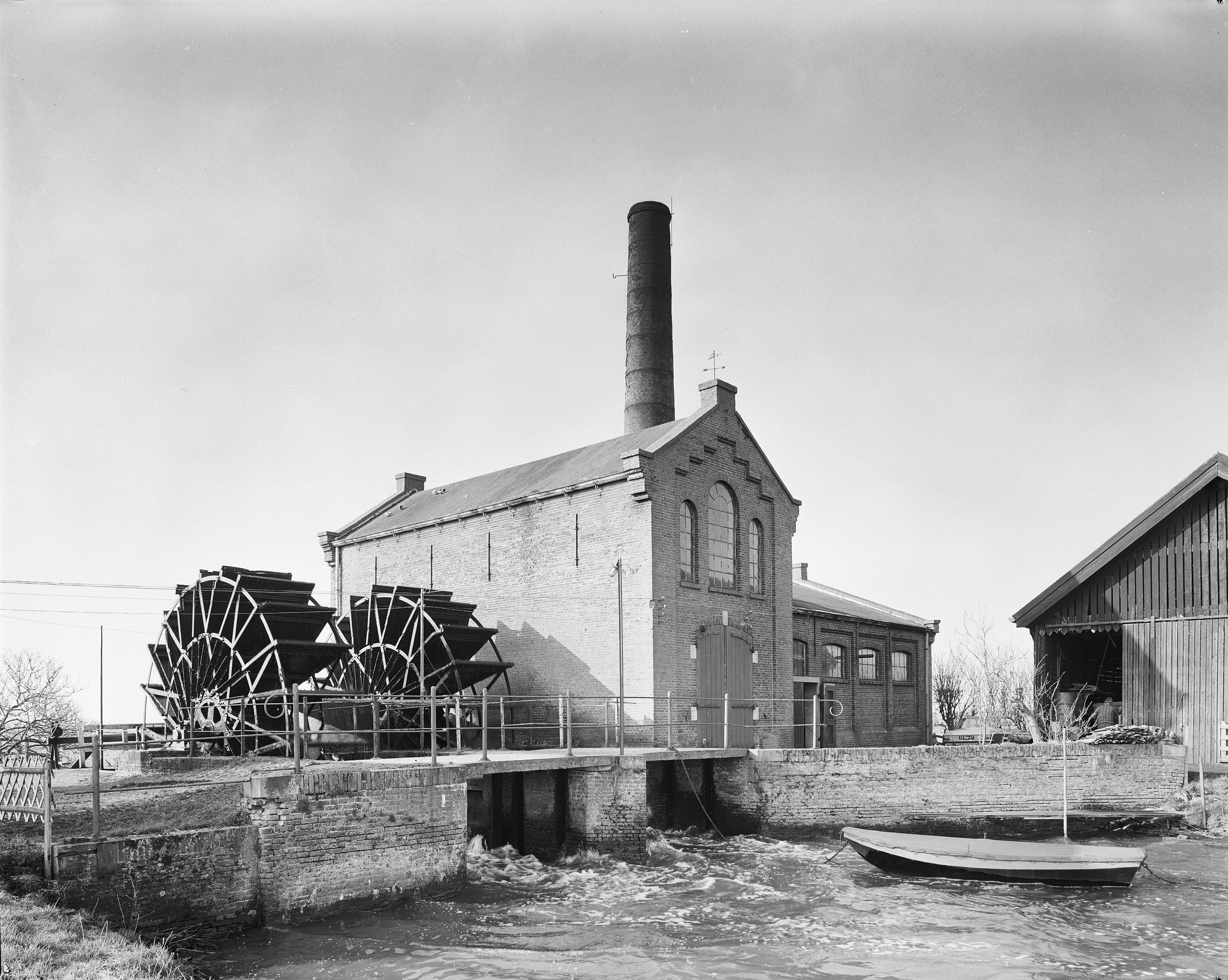
Stoomgemaal Hertog Reijnout van de polder Arkemheen bij Nijkerk (1975)
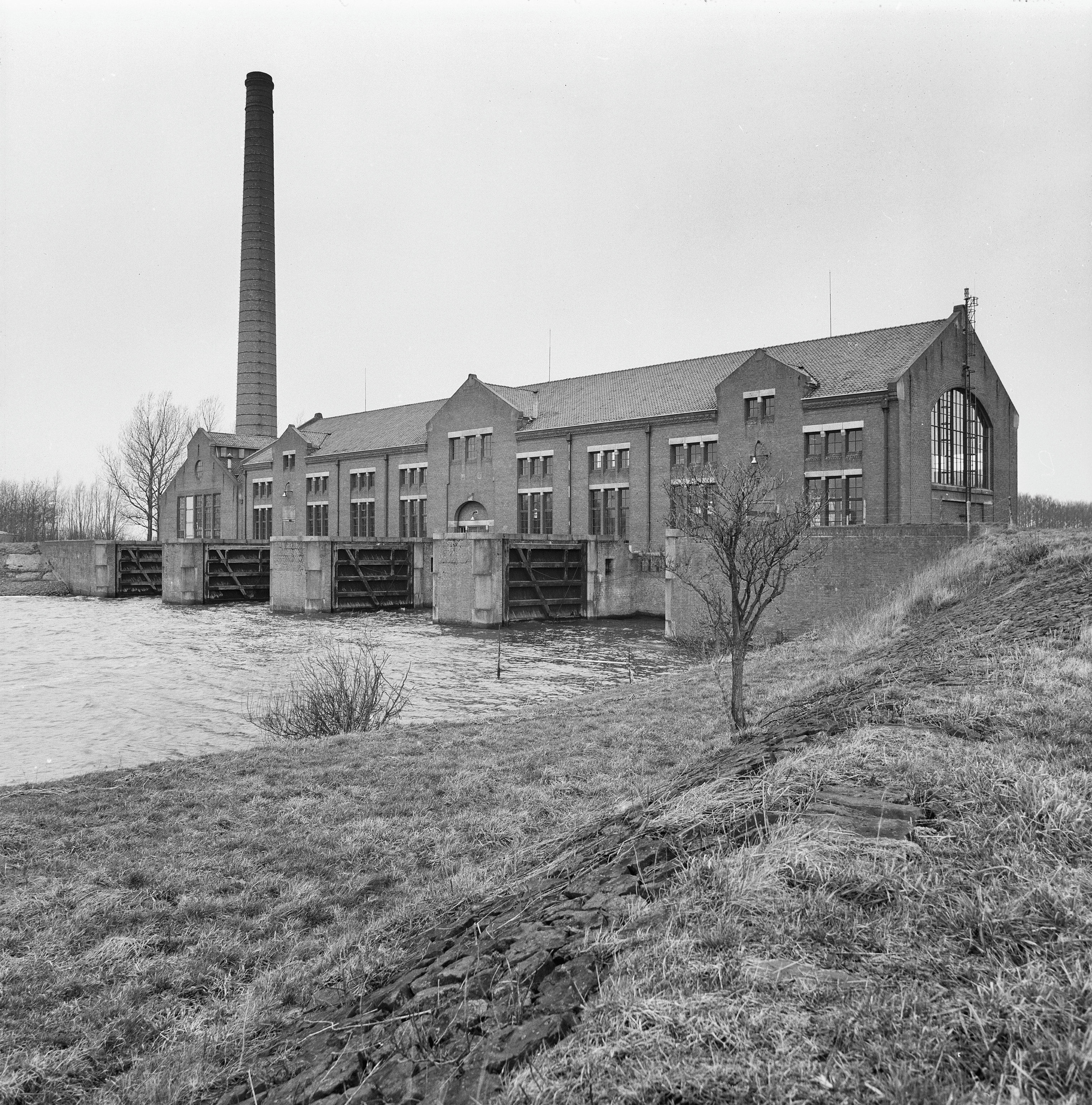
Ir. D.F. Woudagemaal te Tacozijl nabij Lemmer (1975)
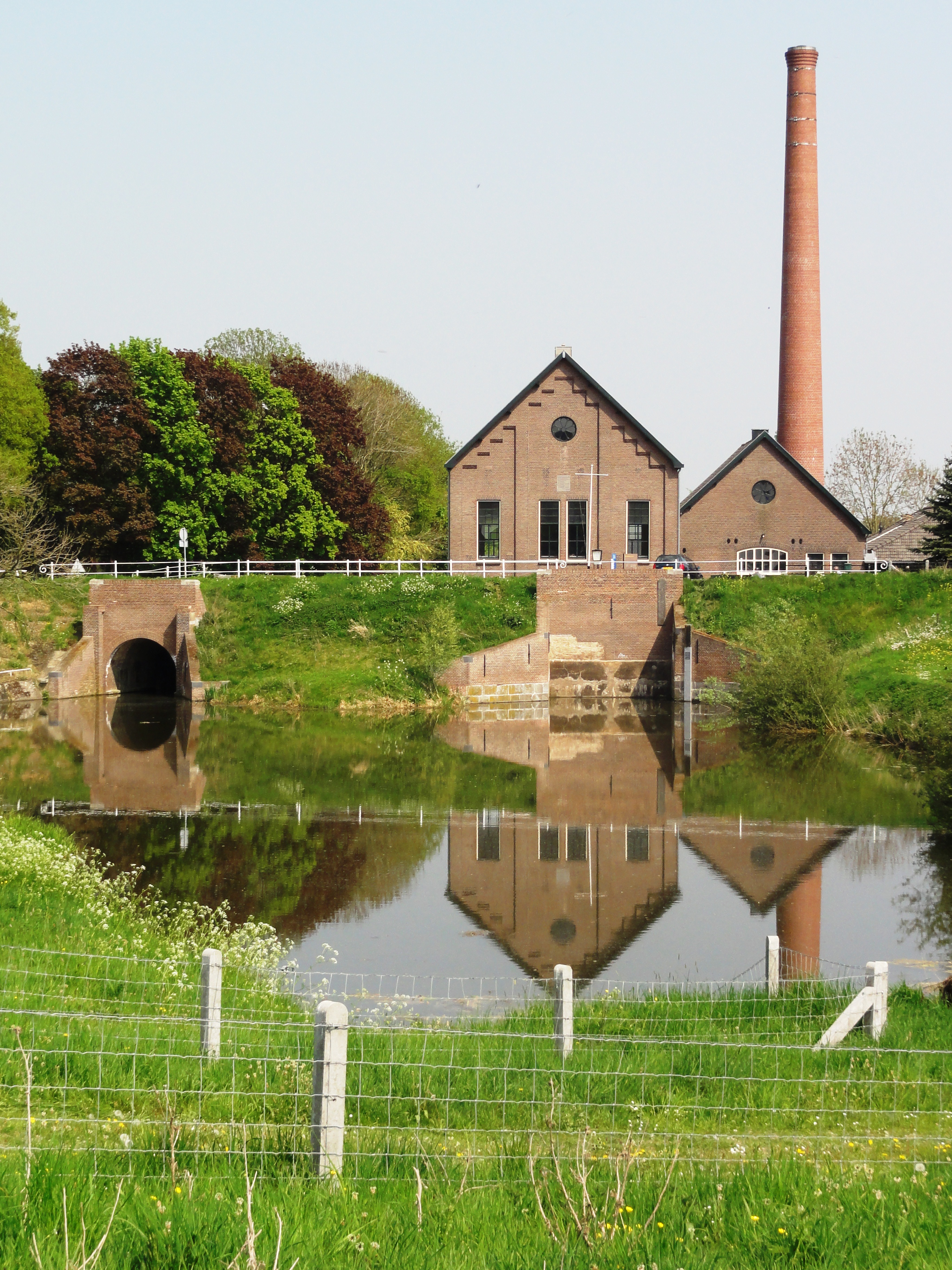
Stoomgemaal De Tuut bij Appeltern (2011)